# Embalse de Valdemudarra
El embalse de Valdemudarra es una obra de ingeniería de regadío construida en la cuenca del río Duratón. Se encuentra localizado a 3 km de distancia del municipio de Peñafiel, pertenece a la Cuenca hidrográfica del Duero en la provincia de Valladolid, comunidad autónoma de Castilla y León, España. La presa es de materiales sueltos con núcleo de arcilla. El embalse tiene una superficie de 33 ha, y una capacidad de 5 hm³.

## Historia
La obra consiste en la creación de un embalse mediante la construcción de una presa de materiales sueltos en una cerrada existente en el cauce del arroyo Valdemudarra con un coste de inversión de 7 millones de euros, fue financiado por la Junta de Castilla y León y los fondos europeos de desarrollo. El objetivo principal es el almacenamiento de agua procedente, mediante bombeo, del río Duratón, para la puesta en regadío de una superficie aproximada de entre 1200-1500 ha.
En 2009 se inició su llenado. En 2010 se empezó a utilizar su agua para la agricultura de regadío.
El Ayuntamiento de Peñafiel organiza visitas para conocer la presa y también simulacros de emergencia.